# قبل مليون سنة (أغنية)
قبل مليون سنة هي أغنية للمغنية والمؤلفة الموسيقية الإنجليزية أديل لألبومها الثالث 25 (2015). كتبت الأغنية كل من أديل أدكنز وجريج كورستين.